# NGC 1928
NGC 1928 је расејано звездано јато у сазвежђу Златна риба које се налази на NGC листи објеката дубоког неба.
Деклинација објекта је - 69° 28' 41" а ректасцензија 5h 20m 56,6s. Привидна величина (магнитуда) објекта NGC 1928 износи 11,9. NGC 1928 је још познат и под ознакама ESO 56-SC106.